# Rzeka podziemna
Rzeka podziemna jest rzeką płynącą pod powierzchnią ziemi. Może być pochodzenia naturalnego bądź skutkiem celowej działalności człowieka. W warunkach naturalnych rzeki podziemne płyną w grotach i pieczarach wymytych przez wodę w zboczach górskich zbudowanych z wapieni. Rzeką podziemną pochodzenia antropogenicznego jest ciek wodny który w górnym biegu płynął na powierzchni, a który poprzez wybudowany przepust wpływa do podziemnego kanału (rozwiązanie stosowane w miastach).
Antropogeniczne:
- Pełtew we Lwowie (Ukraina);
- Fleet w Londynie (Wielka Brytania);
- Cheonggyecheon w Seulu (Korea Południowa);
- Dommel płynący pod 's-Hertogenbosch (Holandia);

Naturalne:
- Lost River w Appalachach (Wirginia Zachodnia, USA) która ginie pod powierzchnią i wypływa później jako Cacapon River;